# Sadjenjaure
Sadjenjaure är en sjö i Kiruna kommun i Lappland och ingår i Torneälvens huvudavrinningsområde. Sjön har en area på 0,399 kvadratkilometer och ligger 757 meter över havet. Sjön avvattnas av vattendraget Suvijoki (Suvukursu).

## Delavrinningsområde
Sadjenjaure ingår i det delavrinningsområde (763469-171036) som SMHI kallar för Inloppet i Pitkäjärvi. Medelhöjden är 771 meter över havet och ytan är 2 kvadratkilometer. Räknas de 3 avrinningsområdena uppströms in blir den ackumulerade arean 13,5 kvadratkilometer. Suvijoki (Suvukursu) som avvattnar avrinningsområdet har biflödesordning 3, vilket innebär att vattnet flödar genom totalt 3 vattendrag innan det når havet efter 538 kilometer. Avrinningsområdet består mestadels av kalfjäll (80 procent). Avrinningsområdet har 0,4 kvadratkilometer vattenytor vilket ger det en sjöprocent på 19,9 procent.